# Boris Mirković
Boris Mirković (Zagreb, 16. siječnja 1966.) je hrvatski televizijski voditelj i glumac.

## Životopis
Od sedme do devetnaeste godine bio je član Zagrebačkog kazališta mladih. Potom studira na Prehrambeno-biotehnološkom fakultetu u Zagrebu, nakon treće godine studija postaje član drame HNK „August Cesarec“ u Varaždinu. U Zagreb se vraća u Zagrebačko kazalište lutaka, gdje nastupa i danas. Jedan je od osnivača 1. moto kluba glumaca na ovim prostorima - "The Actors".

## Filmografija

### Televizijske uloge
- "Zakon!" kao spiker (2009.)
- "Stipe u gostima" kao Zvonko (2009.)
- "Naša mala klinika" kao Đoni (2007.)
- "Zabranjena ljubav" kao voditelj (2006.)
- "Smogovci" kao Dado #2 (1989. – 1997.)

### Filmske uloge
- "Papa mora umrijeti" (1991.)
- "Gavrilo Princip - Smrt školarca" (1990.)
- "Slike iz života jednog šalabahtera" (1987.)

### Voditeljske uloge
- "Kolo sreće" (2015. – 2017.)
- "Mijau, Vau..." (2010.)
- "Moj tata je bolji od tvog tate" (2008.)
- "Žuta minuta" (2006. – 2008.)
- "Big Brother" (2004. – 2006.)
- "Srcolovka" (2004. – 2005.)
- "Hugo" (1996. – 2004.)
- "Modul 8" (1994. – 1998.)
- "Halo, tko igra?" (1994. – 1995.)

### Sinkronizacija
- "Alvin i vjeverice 4: Velika Alvintura" kao Redfoo (2015.)
- "Asterix: Grad Bogova" kao doktor i umjetnik mozaika (2014.)
- "Tvrd orah, 2" kao Rudi (2014., 2017.)
- "Rango" (2011.)
- "Svemirska avantura" kao Mula (2010.)
- "Madagaskar, 2, 3" kao Alex (2005., 2008., 2012.)
- "Action Man" kao Action Man (studio Mainframe Entertainment, 6 epizoda, s Markom Torjancem) (2002.)
- "Mačak Viktor" kao Mačak Viktor
- "Popaj i sin" kao Badžo Junior (Blitz Film & Video) (1996.)

## Vanjske poveznice
- Boris Mirković u internetskoj bazi filmova IMDb-u (engl.)
- Stranica na ZKL.hr  Arhivirana inačica izvorne stranice od 16. prosinca 2011. (Wayback Machine)